# Sigfrid Lindberg
Sigfrid Oskar "Sigge" Lindberg (Helsingborg, 25 de março de 1897 — 4 de janeiro de 1977) foi um futebolista sueco, medalhista olímpico. 

## Carreira
Sigfrid Lindberg fez parte do elenco medalha de bronze, nos Jogos Olímpicos de 1924.

## Ligações Externas
- Perfil Olímpico em sueco